# Чигозі Агбім
Чігозі Агбім (англ. Chigozie Agbim, нар. 28 листопада 1984, Гомбе) — нігерійський футболіст, воротар клубу «Дельта Форс».

## Клубна кар'єра
У дорослому футболі дебютував 2001 року виступами за «Корт оф Аппіл», з якої в наступному році перебрався до «Гомбе Юнайтед».
2004 року вирушив у Судан, де протягом року захищав кольори місцевого клубу «Аль-Меррейх», після чого повернувся на батьківщину в «НПА».
Своєю грою за останню команду привернув увагу представників тренерського штабу клубу «Енугу Рейнджерс», до складу якого приєднався 2006 року. Агбім відіграв за команду з Енугу наступні три сезони своєї ігрової кар'єри.
2009 року уклав контракт з клубом «Варрі Вулвз», у складі якого провів наступні два роки своєї кар'єри гравця.
2012 ро повернувся до складу «Енугу Рейнджерс».

## Виступи за збірну
2012 року дебютував в офіційних матчах у складі національної збірної Нігерії.
У складі збірної був учасником Кубка африканських націй 2013 року у ПАР, де став разом зі збірною переможцем турніру, попри те, що жодного разу не вийшов на поле, та розіграшу Кубка конфедерацій 2013 року у Бразилії.
У січні 2014 року він став головним воротарем на Чемпіонаті африканських націй, коли команда посіла третє місце.
У червні Агбіма включили до складу збірної Нігерії на Чемпіонат світу з футболу 2014 року.

## Титули та досягнення
- Володар Кубка африканських націй (1): 2013